# Сусанинский район
Суса́нинский райо́н — административно-территориальная единица (район) и муниципальное образование (муниципальный район) на западе Костромской области России.
Административный центр — посёлок городского типа Сусанино.

## География
Площадь района — 1050 км². Основные реки — Шача, Андоба.

## История
Образован 8 октября 1928 года в составе Костромской губернии. Первоначально назывался Молвитинский. 14 января 1929 года вошёл в состав Костромского округа Ивановской Промышленной области. 11 марта 1936 года передан в состав вновь образованной Ярославской области, 27 августа 1939 года переименован в Сусанинский. С 13 августа 1944 года — в составе Костромской области.
В соответствии с Законом Костромской области от 30 декабря 2004 года № 237-ЗКО район наделён статусом муниципального района, установлены границы муниципального образования. На территории района образованы 13 муниципальных образований: 1 городское и 12 сельских поселений.
В соответствии с Законом Костромской области от 22 июня 2010 года № 626-4-ЗКО объединены:
- Буяковское, Григоровское и Ломышкинское сельские поселения — в Буяковское сельское поселение;
- Головинское, Меленковское и Сокиринское сельские поселения — в Сокиринское сельское поселение;
- Медведковское и Северное сельские поселения — в Северное сельское поселение;
- Попадьинское и Сумароковское сельские поселения — в Сумароковское сельское поселение.

В соответствии с Законом Костромской области от 9 февраля 2007 года N 112-4-ЗКО Сусанинский район как административно-территориальная единица области также сохраняет свой статус.

## Население
| 2002  | 2008  | 2009  | 2010  | 2011  | 2012  | 2013  | 2014  | 2015  |
| ----- | ----- | ----- | ----- | ----- | ----- | ----- | ----- | ----- |
| 9184  | ↘8620 | ↘8534 | ↘7587 | ↘7561 | ↘7489 | ↘7316 | ↘7224 | ↘7123 |
| 2016  | 2017  | 2018  | 2019  | 2020  | 2021  |       |       |       |
| ↘7009 | ↘6870 | ↘6723 | ↘6530 | ↘6392 | ↘5714 |       |       |       |

### Урбанизация
В городских условиях (пгт Сусанино) проживают 52,64 % населения района.

### Национальный состав
По итогам переписи населения 2020 года проживали следующие национальности (национальности менее 0,1 % и другое, см. в сноске к строке «Другие»):
| Национальность | Численность, чел. | Доля     |
| -------------- | ----------------- | -------- |
| Русские        | 5547              | 97,08 %  |
| Украинцы       | 21                | 0,37 %   |
| Чуваши         | 14                | 0,25 %   |
| Цыгане         | 7                 | 0,12 %   |
| Другие         | 125               | 2,18 %   |
| Итого          | 5714              | 100,00 % |

## Административное деление
Сусанинский район как административно-территориальная единица включает 1 городской посёлок (посёлок городского типа) и 6 поселений.
В Сусанинский район как муниципальный район входят 7 муниципальных образований, в том числе 1 городское и 6 сельских поселений:
| №        | Муниципальное образование        | Административный центр | Количество населённых пунктов | Население | Площадь, км2 |
| -------- | -------------------------------- | ---------------------- | ----------------------------- | --------- | ------------ |
| 1e-06    | Городское поселение:             |                        |                               |           |              |
| 1        | посёлок Сусанино                 | пгт Сусанино           | 2                             | ↘3014     |              |
| 1.000002 | Сельские поселения:              |                        |                               |           |              |
| 2        | Андреевское сельское поселение   | село Андреевское       | 15                            | ↘183      |              |
| 3        | Буяковское сельское поселение    | село Буяково           | 33                            | ↘342      |              |
| 4        | Северное сельское поселение      | село Северное          | 24                            | ↘451      |              |
| 5        | Сокиринское сельское поселение   | деревня Сокирино       | 26                            | ↘472      |              |
| 6        | Сумароковское сельское поселение | село Сумароково        | 11                            | ↘559      |              |
| 7        | Ченцовское сельское поселение    | деревня Ченцово        | 17                            | ↘693      |              |

## Населённые пункты
В Сусанинском районе 102 населённых пунктов.
| №   | Населённый пункт | Тип     | Население | Муниципальное образование        |
| --- | ---------------- | ------- | --------- | -------------------------------- |
| 1   | Актонаево        | деревня | ↘3        | Северное сельское поселение      |
| 2   | Андреевское      | село    | ↗344      | Андреевское сельское поселение   |
| 3   | Антушки          | деревня | →0        | Буяковское сельское поселение    |
| 4   | Бараново         | деревня | →0        | Сокиринское сельское поселение   |
| 5   | Баранцево        | деревня | →0        | Сокиринское сельское поселение   |
| 6   | Бородулино       | деревня | ↗22       | Ченцовское сельское поселение    |
| 7   | Бочатино         | деревня | →0        | Буяковское сельское поселение    |
| 8   | Булыгино         | деревня | ↗2        | Сокиринское сельское поселение   |
| 9   | Бухарино         | деревня | →0        | Буяковское сельское поселение    |
| 10  | Буяково          | село    | ↗282      | Буяковское сельское поселение    |
| 11  | Быстрово         | деревня | ↗87       | Андреевское сельское поселение   |
| 12  | Васюково         | деревня | →0        | Сокиринское сельское поселение   |
| 13  | Веригино         | деревня | →0        | Ченцовское сельское поселение    |
| 14  | Владимирово      | село    | ↗400      | Ченцовское сельское поселение    |
| 15  | Волково          | деревня | →0        | Ченцовское сельское поселение    |
| 16  | Вырокино         | деревня | →3        | Сумароковское сельское поселение |
| 17  | Гавриловское     | деревня | ↗6        | посёлок Сусанино                 |
| 18  | Головинское      | деревня | →0        | Северное сельское поселение      |
| 19  | Головинское      | село    | ↗270      | Сокиринское сельское поселение   |
| 20  | Гольцово         | деревня | →0        | Сокиринское сельское поселение   |
| 21  | Григорово        | деревня | ↗201      | Буяковское сельское поселение    |
| 22  | Гульнево         | деревня | ↗18       | Северное сельское поселение      |
| 23  | Дергайково       | деревня | ↗3        | Буяковское сельское поселение    |
| 24  | Деревенское      | деревня | →0        | Буяковское сельское поселение    |
| 25  | Деревеньки       | деревня | →0        | Ченцовское сельское поселение    |
| 26  | Домнино          | село    | ↗51       | Сокиринское сельское поселение   |
| 27  | Дьяковка         | деревня | ↘4        | Северное сельское поселение      |
| 28  | Евлево           | деревня | ↗2        | Ченцовское сельское поселение    |
| 29  | Еремеево         | деревня | ↘0        | Сокиринское сельское поселение   |
| 30  | Жуково           | деревня | ↗10       | Северное сельское поселение      |
| 31  | Заболотье        | деревня | ↘1        | Ченцовское сельское поселение    |
| 32  | Завод            | деревня | ↘8        | Северное сельское поселение      |
| 33  | Запрудня         | деревня | ↗49       | Северное сельское поселение      |
| 34  | Зогзино          | деревня | ↗64       | Ченцовское сельское поселение    |
| 35  | Зубово           | деревня | ↗3        | Сумароковское сельское поселение |
| 36  | Ивашево          | деревня | ↘31       | Сумароковское сельское поселение |
| 37  | Исаево           | деревня | →0        | Сокиринское сельское поселение   |
| 38  | Исупово          | село    | →0        | Сокиринское сельское поселение   |
| 39  | Карповское       | деревня | ↘16       | Андреевское сельское поселение   |
| 40  | Кишино           | село    | ↗1        | Северное сельское поселение      |
| 41  | Клоково          | деревня | →0        | Буяковское сельское поселение    |
| 42  | Козино           | деревня | ↘1        | Северное сельское поселение      |
| 43  | Коломино         | деревня | ↘7        | Буяковское сельское поселение    |
| 44  | Константиновское | деревня | ↘11       | Сумароковское сельское поселение |
| 45  | Королятино       | деревня | ↗11       | Сумароковское сельское поселение |
| 46  | Кузьмино         | деревня | ↗1        | Северное сельское поселение      |
| 47  | Кулеберово       | деревня | ↗111      | Ченцовское сельское поселение    |
| 48  | Леонтьево        | деревня | ↘42       | Северное сельское поселение      |
| 49  | Ломышки          | деревня | ↗174      | Буяковское сельское поселение    |
| 50  | Любимцево        | деревня | ↘4        | Северное сельское поселение      |
| 51  | Макарино         | деревня | ↘17       | Северное сельское поселение      |
| 52  | Мальгино         | деревня | ↗2        | Андреевское сельское поселение   |
| 53  | Манакосово       | деревня | →0        | Буяковское сельское поселение    |
| 54  | Медведки         | деревня | ↗264      | Северное сельское поселение      |
| 55  | Медведки         | деревня | ↘0        | Северное сельское поселение      |
| 56  | Медведки         | деревня | ↗46       | Сумароковское сельское поселение |
| 57  | Межаково         | деревня | →0        | Сокиринское сельское поселение   |
| 58  | Межаково         | деревня | ↗1        | Сокиринское сельское поселение   |
| 59  | Меленки          | деревня | ↗175      | Сокиринское сельское поселение   |
| 60  | Мининское        | деревня | ↗2        | Северное сельское поселение      |
| 61  | Мысы             | деревня | →0        | Северное сельское поселение      |
| 62  | Новосёлки        | деревня | →25       | Ченцовское сельское поселение    |
| 63  | Носково          | село    | →0        | Буяковское сельское поселение    |
| 64  | Озеряйки         | деревня | →0        | Северное сельское поселение      |
| 65  | Ознобихино       | деревня | →0        | Сокиринское сельское поселение   |
| 66  | Охотино          | деревня | ↘3        | Ченцовское сельское поселение    |
| 67  | Панфилово        | деревня | →0        | Сокиринское сельское поселение   |
| 68  | Паршуки          | деревня | →0        | Северное сельское поселение      |
| 69  | Перевоз          | деревня | →0        | Сокиринское сельское поселение   |
| 70  | Перемилово       | деревня | ↘21       | Северное сельское поселение      |
| 71  | Петровское       | деревня | ↘5        | Буяковское сельское поселение    |
| 72  | Плешивцево       | деревня | ↘9        | Ченцовское сельское поселение    |
| 73  | Полянки          | деревня | ↗36       | Буяковское сельское поселение    |
| 74  | Попадьино        | деревня | ↘294      | Сумароковское сельское поселение |
| 75  | Починок          | деревня | ↗31       | Северное сельское поселение      |
| 76  | Пырино           | деревня | ↗2        | Андреевское сельское поселение   |
| 77  | Ракуниха         | деревня | ↗4        | Андреевское сельское поселение   |
| 78  | Северное         | село    | ↗198      | Северное сельское поселение      |
| 79  | Селища           | деревня | ↗1        | Буяковское сельское поселение    |
| 80  | Селища           | деревня | ↘1        | Ченцовское сельское поселение    |
| 81  | Сёмкино          | деревня | ↗2        | Сокиринское сельское поселение   |
| 82  | Сергеево         | деревня | →0        | Буяковское сельское поселение    |
| 83  | Сивково          | деревня | ↗46       | Буяковское сельское поселение    |
| 84  | Сокирино         | деревня | ↗213      | Сокиринское сельское поселение   |
| 85  | Солнечный        | посёлок | ↗56       | Ченцовское сельское поселение    |
| 86  | Спас-Хрипели     | село    | →0        | Сокиринское сельское поселение   |
| 87  | Степурино        | деревня | ↗2        | Сокиринское сельское поселение   |
| 88  | Сумароково       | село    | ↘329      | Сумароковское сельское поселение |
| 89  | Сусанино         | пгт     | ↘3008     | посёлок Сусанино                 |
| 90  | Сырнево          | деревня | →35       | Северное сельское поселение      |
| 91  | Троицкое         | деревня | →0        | Северное сельское поселение      |
| 92  | Тыково           | деревня | →0        | Андреевское сельское поселение   |
| 93  | Федотово         | деревня | ↗3        | Буяковское сельское поселение    |
| 94  | Фефелово         | деревня | →4        | Андреевское сельское поселение   |
| 95  | Фоминское        | деревня | ↗17       | Сумароковское сельское поселение |
| 96  | Халезово         | деревня | ↗9        | Ченцовское сельское поселение    |
| 97  | Хорзино          | деревня | ↗70       | Андреевское сельское поселение   |
| 98  | Хреново          | деревня | ↗25       | Ченцовское сельское поселение    |
| 99  | Ченцово          | деревня | →214      | Ченцовское сельское поселение    |
| 100 | Шипилово         | деревня | ↘68       | Сокиринское сельское поселение   |
| 101 | Щетково          | деревня | ↗33       | Буяковское сельское поселение    |
| 102 | Ямок             | деревня | ↗7        | Андреевское сельское поселение   |

### Упразднённые населённые пункты
- 2003 год — деревня Федорково Григоровского сельсовета[22]
- 2004 год — деревни Бутино, Ивоново Андреевского сельсовета; деревня Мышков Починок Буяковского сельсовета[23].
- 2024 год — деревни Абакумово, Астрединово, Бережки, Братилово, Волково (Андреевское сельское поселение), Горки, Гульнево (Андреевское сельское поселение), Гумнища, Ерино, Кирилково, Климитино, Козленево, Максимовское, Малинино, Мизгирево, Некрасово, Новая, Овсяниково, Панкратово, Парфеньево, Попово, Пырино, Соболево, Соколово, Худяково и село Ильинское[24].

## Транспорт
Через район проходит автодорога «Кострома—Буй».

## Достопримечательности
- Исуповское (Сусанинское, Чистая топь) болото — расположено в 75 километрах на северо-восток от областного центра (Кострома), в 1 км к северу от д. Исупово, к востоку от пос. Сусанино. Федеральная особо охраняемая природная территория. Болото занимает одну из крупнейших древнеозёрных ледниковых котловин длиной около 12 км, шириной 4,2 км. Природный комплекс «Сусанинское болото» является уникальным для центральной России. Здесь произрастает 13 видов растений, занесённых в Красную книгу России и Костромской области. Весной, во время миграции, формируется скопление гусей численностью до 5 тысяч особей. Исуповское (или Сусанинское) болото является историческим местом, по преданию связанным с подвигом Ивана Сусанина. По берегам болота расположен целый ряд памятников археологии в хронологическом диапазоне от мезолита до Нового времени. Перечень основных объектов охраны: природные комплексы болота; места скопления перелетных птиц, обитания лосей; естественный резервуар накопления воды; объект исторического значения.[25][26]